# Sextonik (chanson)
Pour les articles homonymes, voir Sextonik.
Singles de Mylène Farmer
C'est dans l'air
(2009) C'est dans l'air (Live)
(2009)
Sextonik est une chanson de Mylène Farmer, sortie en single le 7 juillet 2009 en version digitale et le 31 août 2009 en version physique, en tant que cinquième et dernier extrait de l’album Point de suture. 
Sur une musique pop composée par Laurent Boutonnat, la chanteuse écrit un texte très osé sur les sex-toys, dont le titre rappelle la mode Tecktonik.
Bien qu'il ne bénéficie pas de clip et que la chanteuse n'en assure aucune promotion, le single se classe no 1 des ventes, permettant à la chanteuse d'enregistrer de nouveaux records : Mylène Farmer est alors la seule artiste ayant classé 9 titres à la première place du Top 50, et la seule ayant classé tous les singles d’un seul et même album à la première place du Top.

La chanson connaîtra également le succès en Russie et en Europe de l'Est.
Le DJ Tomer G réalisera des remixes pour ce titre, mais ceux-ci ne seront pas commercialisés.

## Contexte et écriture
Sorti le 25 août 2008, l'album Point de suture se classe directement no 1 des ventes, tout comme les quatre premiers extraits, le titre électro Dégénération, la chanson pop Appelle mon numéro, la ballade mélancolique Si j'avais au moins… et le titre électro-pop C'est dans l'air.

Certifié triple disque de platine en France en février 2009 pour plus de 600 000 ventes, il remporte le NRJ Music Award du « Meilleur album francophone de l'année ».

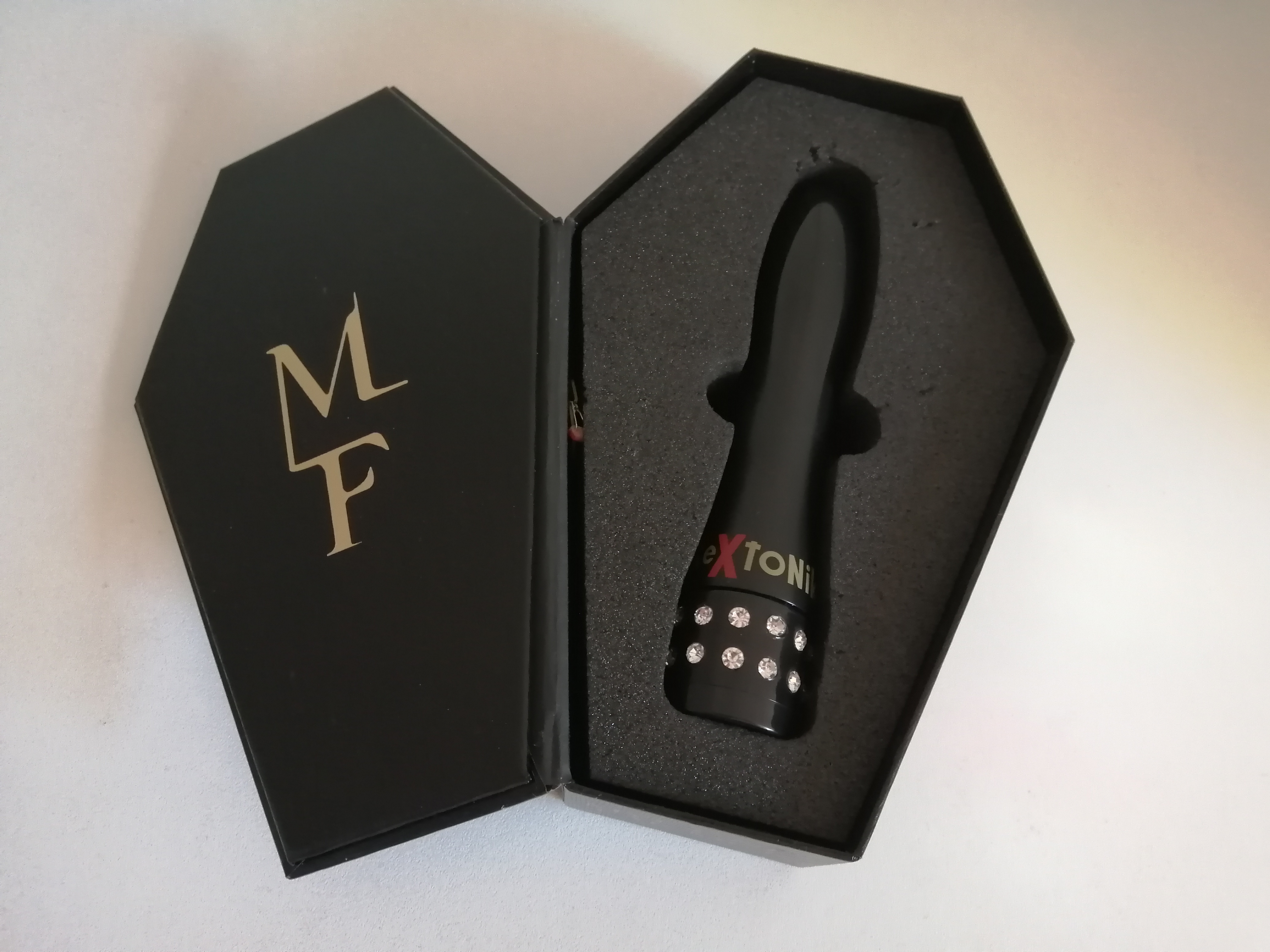
Le sex-toy Sextonik, mis en vente lors du Tour 2009 de Mylène Farmer.

Lors de sa triomphale Tournée des Zéniths au printemps 2009 en France et en Russie, la chanteuse met en vente dans ses stands de merchandising un sex-toy en référence à la chanson Sextonik présente sur l'album. 
Enfermé dans une boîte noire en forme de cercueil, ce sex-toy (en édition limitée à 1 000 exemplaires) crée alors la polémique dans les médias.
Alors qu'elle s'apprête à entamer sa Tournée des Stades en septembre 2009, incluant deux soirs au Stade de France, Mylène Farmer décide de sortir Sextonik en tant que dernier single extrait de l'album.

Sur une musique pop composée par Laurent Boutonnat, la chanteuse écrit un texte osé sur les sex-toys (« Sous pression s'affine l'endorphine », « D'ivoire ou de jade, au verre aimable », « Sculpté de bois, réjouis-moi »), faisant un clin d’œil à son titre Libertine (« Vibrent les origines libertines »).

Le titre de la chanson rappelle la mode Tecktonik.

## Sortie et accueil critique
Diffusé en radio à partir du 7 juillet 2009, le single sort en physique le 31 août 2009.
La pochette du single est une photo de la chanteuse dans des tons rouges, signée par Nathalie Delépine.
Le DJ Tomer G réalisera des remixes pour ce titre (reprenant les « Sexy coma, sexy trauma » de Dégénération), mais ceux-ci ne seront pas commercialisés.

### Critiques
- « Efficace et intéressant. » (Ciné Télé Revue)[4]
- « Les paroles sont pratiquement incompréhensibles mais, au fond, ce n'est pas ce qui compte : l'efficacité est au rendez-vous et on risque de danser longtemps sur ce morceau. » (La Dernière Heure)[5]
- « Des paroles fines, légères, inattendues et subtiles sur une musique adaptée au thème. » (Star Club)[6]

## Vidéo-clip
Aucun clip n'a été tourné pour ce titre.

## Promotion
Mylène Farmer n'effectue aucune promotion pour la sortie de ce single.

## Classements hebdomadaires
Dès sa sortie, le single se classe no 1 du Top Singles, dans lequel il reste classé durant 32 semaines (dont 19 semaines dans le Top 50).
Mylène Farmer enregistre ainsi de nouveaux records : seule artiste ayant classé 9 titres à la première place du Top 50 (battant son propre record), elle est également la seule artiste ayant classé tous les singles d’un seul et même album à la première place du Top.
La chanson connaîtra également le succès en Russie et en Europe de l'Est.
| Classement (2009)   | Meilleure position |
| ------------------- | ------------------ |
| Belgique - Wallonie | 25                 |
| Europe              | 7                  |
| France              | 1                  |
| Lituanie            | 22                 |
| Russie              | 39                 |
| Suisse              | 77                 |
| Ukraine             | 18                 |

## Liste des supports
| 1. | Sextonik                | 4:35 |
| 2. | Sextonik (instrumental) | 4:35 |

## Crédits
- Paroles : Mylène Farmer
- Musique et production : Laurent Boutonnat
- Programmation, claviers et arrangements : Laurent Boutonnat
- Guitares : Sébastien Chouard
- Basse : Bernard Paganotti
- Batterie : Matthieu Rabaté
- Chœurs : Mylène Farmer, Alexia Waku, Desta Hailé, Mamido Bomboko, Aline Bosuma
- Prise de son et mixage : Jérôme Devoise
- Studio d'enregistrement : Studio ICP (Bruxelles)
- Studio de mixage : Studio Guillaume Tell (Paris)
- Éditions : Isiaka[14]

## Interprétations en concert
Sextonik n'a jamais été interprété en concert mais le remix du DJ Tomer G, Tomer G Sextonik Club Mix, a été diffusé juste avant les concerts en Stades lors du Tour 2009, déchaînant un grand enthousiasme de la part du public.

Un extrait de ce moment est d'ailleurs disponible dans le DVD Stade de France paru en avril 2010.

## Albums de Mylène Farmer incluant le titre
| Année | Album            | Version                                     | Durée | Certifications de l'album                |
| 2008  | Point de suture, | Version Album Instrumental (réédition 2021) | 4:35  | 3 × Platine · Platine · Or · 2 × Platine |
| 2011  | 2001-2011        | Version Album                               | 4:35  | 2 × Platine · Or                         |
| 2024  | Remix XL         | Tomer G Remix                               | 5:54  |                                          |